# Wellington Dias
Wellington Dias, né le 5 mars 1962 à Oeiras, est un employé de banque, écrivain et homme politique brésilien. Il est ministre du Développement et de l'Assistance sociale,
de la Famille et de la Lutte contre la faim dans le troisième gouvernement de Lula depuis le 1er janvier 2023. 
Membre historique du Parti des travailleurs, il est un gouverneur de gauche historique de l'État de Piauí entre 2003 et 2010, puis réélu en 2014 et 2018. Il a été élu dans la circonscription de Piauí en tant que député fédéral entre 1999 et 2002, puis en tant que sénateur entre 2003 et 2010, réélu en 2022.

## Biographie

### Parcours professionnel

#### Employé de banque et écrivain
Fils de Joaquim Antônio Neto, élu maire de Paes Landim avec l'ARENA en 1972, et de Teresinha de Araújo Dias, élue adjointe au maire de la même commune avec le PFL en 1988, Wellington Dias est né dans la commune d'Oeiras, dans le Piauí, mais a été élevé à Paes Lacy dans le même État.
Au cours de sa jeunesse, il étudie les lettres portugaises à l'Université fédérale de Piauí en 1982 et s'est spécialisé en politique publique et gouvernement à l'Université fédérale de Rio de Janeiro.
Il commence à travailler à l'âge de 19 ans, comme animateur de radio à Rádio Difusora de Teresina, à Piauí. En tant qu'employé de banque, il a travaillé comme directeur à Banco do Nordeste, comme caissier et directeur suppléant à Banco do Estado do Piauí, à 22 ans, il a été approuvé au concours de Caixa Econômica Federal en tant que fonctionnaire, occupant le poste de gestionnaire en 1984.
Wellington Dias est membre de la Central Única dos Trabalhadores, devenant président de l'APCEF (Association du personnel de la Caixa Econômica Federal) entre 1986 et 1989 et président de l'Union des Employés de banque de l'État du Piauí entre 1989 et 1992.
Wellington Dias a également eu une carrière d'écrivain, étant l'auteur de cinq livres, ayant même reçu une mention honorable au « Concours d'histoire João Pinheiro », par le secrétaire à la culture de Piauí.

### Parcours politique

#### Élu local puis député
Wellington Dias commence son militantisme politique à un jeune âge, notamment en s'impliquant dans le mouvement étudiant et syndical de ses universités, au sein de la Communauté ecclésiale de base, liée à la théologie de la libération.
En 1985, il rejoint le Parti des travailleurs, à l'âge de 23 ans, et il est élu en 1992 en tant que conseiller municipal de la ville de Teresina, capitale de l'État de Piauí.
En 1994, il choisit de démissionner de son mandat municipal afin de se présenter à l'Assemblée législative de Piauí, réussissant à être élu député d'État et devenant le premier président de la Commission des droits de l'homme, il est parallèlement président du PT du Piauí entre 1995 et 1997.
Lors des élections d'octobre 1998, il est élu député fédéral du Piauí, devenant le premier parlementaire du PT élu dans cet État. Au cours de son mandat, il a présidé la Commission d'inspection et de contrôle des finances et a dirigé la Commission de sécurité publique et de lutte contre le crime organisé. 
Lors des élections d'octobre 2000, il est candidat à la mairie de Teresina, mais n'est pas élu et obtient 14% des suffrages, le maire sortant Firmino da Silveira Soares Filho (pt) (PSDB) étant réélu.

#### Gouverneur de l'État de Piauí

##### Premier mandat entre 2003 et 2010
Peu avant les élections de 2002, Wellington Dias est annoncé par le PT comme candidat au Sénat, mais la direction nationale du parti le nomme comme candidat en tant que gouverneur de l'État de Piauí. 
Il commence sa campagne avec des faibles taux d'intentions de vote dans les sondages, cependant, ses scores s'améliorent à mesure que ce dernier mène la campagne et que son nom se popularise comme une alternative crédible, principalement grâce au soutien du PMDB, comme l'ancien gouverneur Mão Santa (pt). Élu au premier tour en tant que gouvernement par une large coalition de gauche, qui a vaincu le gouverneur sortant Hugo Napoleão (pt), qui était candidat à sa réélection.
En 2006, Wellington Dias est candidat à sa réélection en tant que gouverneur l'État et parvient à remporter l'élection dès le premier tour avec 61% des suffrages exprimés, face à son principal adversaire et ancien allié Mão Santa (pt) (PMDB), récoltant 25% des suffrages. Le 1er avril 2010, Wellington Dias démissionnne de son mandat de gouverneur afin d'être candidat au Sénat.

##### Second mandat entre 2015 et 2022
Lors des élections de 2014, il est élu pour son troisième mandat en tant que gouverneur, réélu en 2018 pour un quatrième mandat avec 55,6% des suffrages (966 000), battant son principal adversaire José Pessoa Leal (pt) (Solidariedade) qui a obtenu 20,4% des suffrages.

#### Sénateur

##### Premier mandat entre 2011 et 2015
Lors des élections parlementaires de 2010, Wellington Dias est élu sénateur de l'État de Piauí avec 997 513	voix (32,52% des suffrages exprimés).
Le 1er février 2013, Wellington Dias est élu nouveau président du groupe du Parti des travailleurs au Sénat fédéral, succédant à Humberto Costa.

##### Élu en 2022

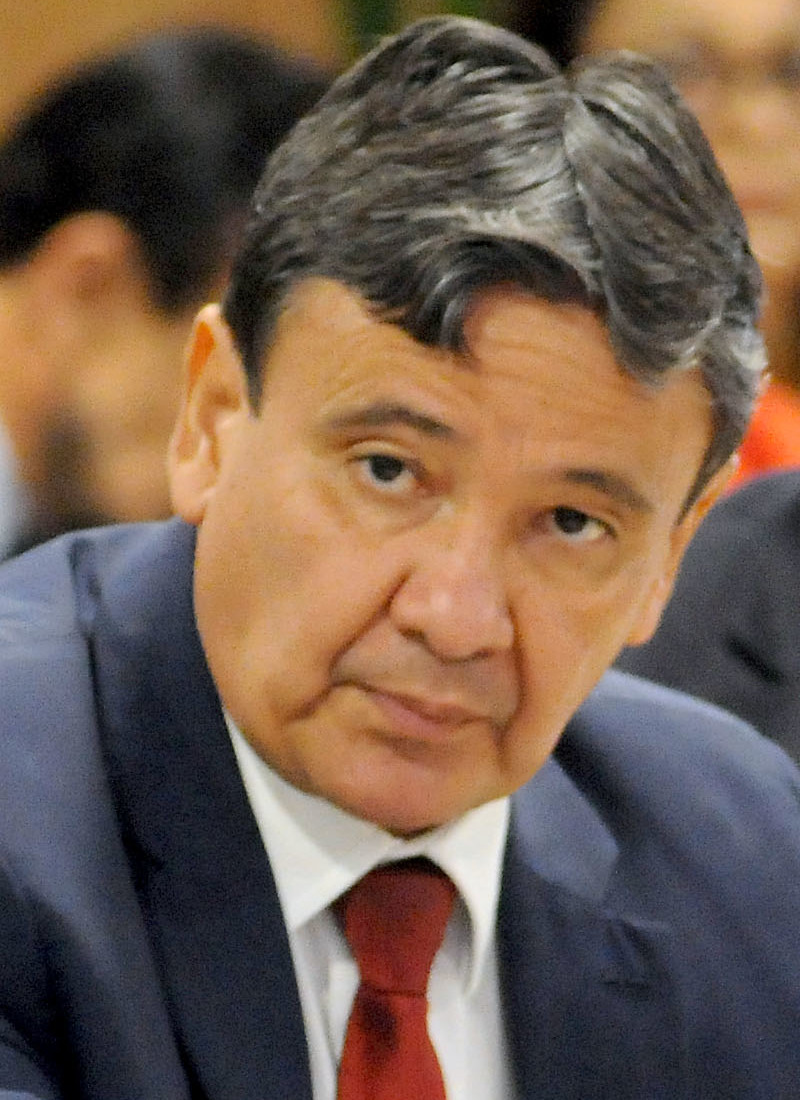
Wellington Dias en 2019.

En mars 2022, il démissionne de son mandat de gouverneur afin d'être candidat au Sénat, lors des élections parlementaires d'octobre 2022, il est élu avec 941 444 voix, soit 51,29% des suffrages exprimés, étant réélu neuf ans après son dernier mandat en tant que sénateur.
En raison de sa nomination en tant que ministre, Wellington Dias a été investi le 1er février 2023 de manière temporaire, le début de l'ouverture de la 57e législature du Congrès national, et comme tous les autres ministres élus, comme Flávio Dino ou Camilo Santana, leurs suppléants leur succèdent le lendemain, le 2 février.
Mais sa suppléante Jussara Lima est membre du Parti social démocratique, et non du Parti des travailleurs. Lors de l'investiture de Wellington Dias en tant que ministre, cette dernière annonçait rejoindre le groupe parlementaire du PT lors de son investiture afin d'honorer le vote envers Dias.
Néanmoins, en raison d'un conflit et des négociations entre le PSD et le ministre Wellington Dias du PT, l'investiture n'a pas eu lieu le 2 février, et le conflit a duré jusqu'au lundi 6 février, le ministre restant sénateur. Le 4 février, Dias annonce que sa suppléante prendra sa succession le 6 février. Néanmoins, la veille, le 5 février, le PSD réaffirme ne pas souhaiter céder Jussara Lima au PT, des négociations se poursuivant même lors de son investiture.

#### Ministre du Développement et de l'Assistance sociale, de la Famille et de la Lutte contre la faim
Le 22 décembre, Wellington Dias est nommé ministre du Développement et de l'Assistance sociale,
de la Famille et de la Lutte contre la faim. Il prend ses fonctions au sein du troisième gouvernement de Lula le 1er janvier 2023.
Le ministère de Wellington Dias, crée en 2004 et recrée en 2023 par Lula, est notamment chargé des politiques nationales lié au développement social, la sécurité alimentaire et l'assistance sociale mais également les aides distribuées par l'état, avec l'objectif de faire sortir le plus grand nombre de personnes et de familles de la pauvreté au travers du programme social Bolsa Família, un objectif et un programme réaffirmé en 2023 par Lula.

### Vie privée
Wellington Dias est marié à la députée Rejane Dias (pt), également membre du PT. Le couple a trois enfants ; Iasmin, Vinícius et Daniely.